# 明代蒙古
明代蒙古，又称後蒙古帝國时期、明代蒙古诸部，是1368年元朝灭亡后的北元政权及北元瓦解后存在于蒙古高原上的東部蒙古（明朝所称的“韃靼”）、西部蒙古（瓦剌）、兀良哈三卫等蒙古勢力的统称。同时期的蒙古史書则将这些蒙古人合称为四十四萬蒙古，蒙古诸部与统治中国本部的明朝长期并存，明朝称之为「北虏」。成吉思汗建立的蒙古帝国瓦解后，蒙古高原上的诸部在此时期大多处于分裂状态，一直延续到17世纪。虽然以察哈尔部为代表的蒙古本部势力名义上继承了蒙古大汗的称号，但蒙古汗权衰弱，诸部割据各自为政的局面持续至明末清初，最終先后被後金以及清朝所征服。同時代，尚有已突厥化的蒙古四大汗国残余势力位于西邊的中亞腹地和東歐地區。

## 称谓
当蒙古帝国于1368年瓦解，元朝残余势力从中原北退至蒙古高原後，元顺帝父子继续使用“大元”国号，而蒙古语中亦继续称为“大元大蒙古国”。此政权通称为北元。直至天元十年十月初三日（1388年11月1日）忽必烈後代的汗位最終被阿里不哥後裔也速迭兒推翻，北元滅亡後蒙古也取消了國號上的「大元」，而元朝建立前的「大蒙古國」國號则被使用直至政權結束，大元國號的廢棄一定意義上意味著蒙古政權放棄爭奪中原的目標，轉為立足於蒙古本身。中國明朝的相關史籍也普遍記載了「凡夷地稱莽官兒噶紮刺，北虜即野克莽官兒」。
中文史学界一般将14世纪中叶至17世纪的蒙古史称作明代蒙古史，原因是它和明朝的起始时间（1368-1644年）大体相同，而且当时的蒙古与明朝南北对峙，双方有着极为密切的政治、军事和经济交往。“明代蒙古”中的“明代”，主要是时代的符号，表示14世纪中叶至17世纪的时间概念，故“明代蒙古”就是表示14世纪中叶至17世纪的蒙古，而不表示“明朝的蒙古”。英文对应「北元」的「Northern Yuan」一詞通常用於涵蓋1368年至1635年的整個蒙古歷史，但在中文中「北元」一般在使用上僅指代1368至1388年的时期。14世纪中叶至17世纪的蒙古高原诸部也被稱為「明代蒙古诸部」、「後蒙古帝國时期」、「蒙古汗國」等，儘管「蒙古汗國」等術語也可以指代在13至14世紀的蒙古帝國或元朝。
明代同时期位于蒙古高原的蒙古人自稱為「四十四萬蒙古」（「都沁·都爾本」），同时期的蒙古史书亦称为「四十與四的蒙古政治分裂時期」，意思為四十個東部蒙古部落和四個西部蒙古部落的政治分裂時期，或稱其分別為四十萬戶及四萬戶。這其中又分為兩大部分：一是東部蒙古，蒙文音譯為「都沁」，用来称呼「四十萬蒙古」，也就是蒙古本部；一是西部蒙古，蒙文音譯為「都爾本」，用来称呼「四萬衛拉特」，即瓦剌部。蒙古本部四十萬戶，被明朝人稱為「韃靼」。 《明史·韃靼傳》稱：「韃靼，即蒙古，故元後也。」此外，以蒙古语为主的蒙古史學者還使用「群王時代」、「政治分裂時期」、「蒙古的政治動亂時期」以及「14－17世紀的蒙古國」等词汇概括此段时间的蒙古史。

## 历史年表
1368年蒙古人建立的元朝为汉人建立的明朝所灭，其残余势力从中原退往蒙古高原，史称北元。《蒙古黃金史綱》又記元順帝北奔時所吟哀詩，稱由於自己的愚昧而把「上天之命失掉了」﹔《阿勒坦汗傳》亦載﹕「于烏哈噶圖妥歡帖睦爾汗時，時去運轉失大政于漢人手中」。至正三十年（1370年），元順帝（惠宗）病死，明軍追擊到漠南應昌府，皇太子愛猷識理達臘勉強脫走後繼帝位，這就是元昭宗。此後，元昭宗以漠北哈拉和林為根據地，對明朝進行防禦。這時，元朝殘餘勢力依舊強大。元昭宗即位以来，其控制区域有元岭北行省以及辽阳行省、甘肃行省的大部分地区，包括女真地区，东至高丽，西接中亚东察合台汗国，南面还有梁王的云南行省，是元廷北徒之后最鼎盛的时期。
明军占领元大都后，为了占领北方，迅速发动了三次较大的战役—太原之役，庆阳会战和沈儿峪决战，消灭盘踞各地的汉族军阀武装，同时使元惠宗恢复中原的计划彻底失败。宣光二年（1372年），明軍15萬人分三路進入漠北蒙古高原，在土拉河方面遭到元軍迎擊，數萬人戰死後退卻。明太祖北伐受挫之后，双方暂时无力大举进攻对方，因此形成南北对峙的局面。宣光八年（1378年），元昭宗愛猷識理達臘死去，繼承他的是被認為是其弟的天元帝脫古思帖木兒。明朝采取了各个击破的策略，在西、北地区先铲除其羽翼，後出击蒙古汗廷。“平定云南”、“平定辽东”和“捕鱼儿海之战”等事件，均在这一时期发生。天元九年（1387年），明軍進入東北地區，木華黎國王的後人納哈出率領的二十餘萬元軍降於明軍。為了挽救由此產生的東部戰線的危機，脫古思帖木兒親自前往捕魚兒海湖畔，打算與高麗取得聯繫夾擊明軍。然而在天元十年（1388年）卻遭到明軍奇襲而大敗，在數十騎的陪伴下，向哈拉和林落荒而逃。途中，在土拉河畔被阿里不哥後人也速迭兒的軍隊殺死。也速迭兒殺死北元皇帝，廢棄大元國號，自立為蒙古可汗，明人稱其為「韃靼可汗」。
明洪武二十一年（1388年）北元滅亡後，蒙古本部（韃靼）与四卫拉特联盟（瓦剌）、兀良哈三衛分裂。韃靼部在今鄂嫩河、克魯倫河以及貝加爾湖一帶，瓦剌部在今科布多河、額爾齊斯河及其以南的準噶爾盆地；兀良哈三衛，明初居住在今興安嶺以東、海西江（今松花江）以西、北海之南、潢水（今西拉木倫河）之北。《明史·韃靼傳》載：「韃靼地，東至兀良哈，西至瓦剌」。三部之中，被明朝稱為“韃靼”的蒙古本部居中，實力最強，與明朝的關係也最為複雜曲折。明朝史料稱，脫古思帖木兒被殺之後「五傳至坤帖木兒，咸被殺，不復知帝號」，此时的黄金家族實力大為削弱，對明邊的威脅也有所減輕。
東蒙古鞑靼部衰退的同時，西部的瓦剌勢力日盛。明成祖靖難初，起兵時曾與瓦剌通好。但在继位后继续对蒙古诸部用兵。明永乐七年（1409年）丘福北伐惨败后，朱棣决定亲征。1410年，明军在斡难河击败鞑靼主力，又在回师途中击溃阿鲁台部。在明朝连年出征阿台汗和阿鲁台之际，蒙古西部的瓦剌势力迅速发展。1414年，明成祖第二次北征。明军与瓦剌三部主力会战于忽兰忽失温。1422年到1424年，明成祖又三次亲征蒙古，在第五次亲征的归途上病死。明成祖五次远征漠北，主要目的均为消灭蒙古的汗廷。其征伐虽然未能达到预期目的，但加剧了蒙古政权内部分裂，削弱了蒙古各部的力量。明宣宗時，瓦剌首領脫懽襲殺阿魯台，擁立元裔脫脫不花爲可汗，而自爲太师，盡有韃靼舊衆，雄視漠北。此期間蒙古社會的思想混亂和社會危機已至為嚴重，《蒙古黃金史綱》記脫懽太師時韃靼舊衆的混亂情況﹕「賢臣放逐於外，讓知識淺薄的人當權，以背叛之人掌管國家，恰似沒有風駝的駝群，沒有公牛的牛群，沒有兒馬的馬群，沒有羯羊的羊群一般」。脫懽死後，其子也先繼位，尤梟傑，黄金家族出身的蒙古可汗僅擁虛名。明正統十四年（1449年），也先在「求大元一統天下」的旗號下，率领“都沁·都尔本二部落行兵于汉地”，與明朝發生衝突，最終在「土木之役」中50萬明軍全部覆沒，明英宗被俘，也先由此聲名大震。添元元年八月初十日（1453年9月12日），也先自封為「大元田盛（天聖）大可汗」，建年號曰「添元」（天元）。然而在蒙古正統勢力的打擊和瓦剌集團內部鬥爭的影響下，添元二年（1454年），也先兵敗被殺。儘管也先政權的統一是短暫的，但經歷了百年的內憂外患之後，社會的統一和穩定已成為人心所向。此后的瓦剌逐步向西发展，蒙古本土由元朝後裔的鞑靼各部称霸。明成化十六年（1480年），巴圖蒙克稱汗，史稱達延汗。他統一大漠南北蒙古本土各部之後，加強了可汗的地位，並採取了分封制度，将异姓贵族原有小領地調整合併為6萬戶，把6萬戶分成左、右兩翼，各3萬戶，均受達延汗的統率。達延汗對蒙古族各部的統一，對與明朝的正常貿易關係的發展，都起過積極作用。
明正德十二年（1517年），達延汗去世以後，蒙古地區又出現了封建割據局面，直至明末，逐漸形成三大系統，即漠南蒙古、漠北喀爾喀蒙古和漠西衛拉特（厄魯特）蒙古。漠南蒙古右翼诸部领袖俺答汗與明朝建立和平互市關係，明封俺答汗為順義王，並授其屬下各級封建主為都督、指揮等官職。明萬曆三十一年（1603年），林丹汗繼位後，蒙古的外部形勢發生了急劇變化，明朝政治腐敗，財政枯竭，國內動蕩，大規模的農民起義正在醞釀之中；建州女真崛起，努爾哈赤統一女真諸部，於明萬曆四十四年正月初一日（1616年2月17日）建立後金，力圖戰勝明朝，征服蒙古各部。對明朝和蒙古两者均構成了極大威脅。蒙古內部卻汗權旁落，諸部更加分散，蒙古诺颜们各自為政，左翼諸部同時與遼東明軍發生激烈對抗，面對後金咄咄逼人之勢束手無策。
林丹汗死後，察哈爾部眾紛紛投往後金，只有汗室困守大漠。明崇禎八年二月二十六日（1635年4月13日），後金派多爾袞等人率精騎一萬，遠征察哈爾餘部。明崇禎八年四月二十八日（1635年6月12日），後金軍抵達林丹汗子額爾克孔果爾額哲駐地托里圖，林丹汗妻子蘇泰太后與其子額哲，因大勢已去，乃獻皇帝國璽歸降。至此，成吉思汗孛儿只斤氏建立的王朝經430餘年後崩潰。後金天聰十年（1636年），漠南蒙古16部歸屬後金，努尔哈赤之子皇太極亦于同年将後金改为清朝。清康熙三十年（1691年），漠北蒙古三大汗部在多倫諾爾會盟，編旗設爵，也成為清朝的組成部分。至此，除漠西衛拉特蒙古外，清朝基本完成了對蒙古高原的征服和統一。

## 蒙古诸部

### 蒙古本部六万戶
| 翼   | 万户                           | 鄂托克数量 | 细分 | 鄂托克名称 | 信息来源      |
| ---- | ------------------------------ | ---------- | --- | --- | ------------- |
| 左翼 | 察哈尔（插汉）                 | 8          | 左翼（山阳察罕儿）四部                                                                                                 | 阿剌处（阿喇克卓特）、敖汉、乃蛮（奈曼）、主亦惕                                                                                           |               |
| 左翼 | 察哈尔（插汉）                 | 8          | 右翼（阿鲁察罕儿、山阴察罕儿）四部                                                                                     | 浩齐特、乌珠穆沁、苏尼特、克什旦（克什克腾）                                                                                               |               |
| 左翼 | 喀尔喀（罕哈）                 | 12         | 内喀尔喀五部 | 扎鲁特、巴林、翁吉剌特（弘吉剌）、巴岳忒（巴岳特）、乌济叶特（乌齐叶特）                                                                   | [ 31 ]        |
| 左翼 | 喀尔喀（罕哈）                 | 12         | 外喀尔喀七部 | 札剌亦兒、別速惕、額勒吉斤、郭爾羅斯、呼黑特、哈答斤、兀良哈                                                                               | [ 32 ]        |
| 左翼 | 乌梁海（兀良哈）               | 10         | （具體屬部不詳，達延汗駕崩之後因叛亂被滅）                                                                             | （具體屬部不詳，達延汗駕崩之後因叛亂被滅）                                                                                                 |               |
| 右翼 | 鄂尔多斯（阿尔秃斯、阿儿秃斯） | 12         | 哱合厮（孛合厮）、偶甚（乌审）、叭哈纳思、打郎（达拉特）                                                               | 哱合厮（孛合厮）、偶甚（乌审）、叭哈纳思、打郎（达拉特）                                                                                   |               |
| 右翼 | 土默特                         | 12         | 左翼 | 蒙古勒津（满官嗔、蒙古真、蒙郭勒津）、巴林、麻古明安（茂明安、毛明暗）、达拉特（打郎）、杭锦                                               | [ 33 ] [ 34 ] |
| 右翼 | 土默特                         | 12         | 右翼 | 多罗土闷（多伦土默特、多罗土蛮）、畏吾儿（畏吾儿沁）、兀甚（乌古新、兀慎、乌审）、叭要（巴岳特、摆要）、兀鲁（乌鲁特）、王吉喇（弘吉喇特） | [ 33 ]        |
| 右翼 | 永谢布（应绍不）               | 10         | 阿速（阿苏特）、哈喇嗔（喀喇沁）、舍奴郎、孛来、当剌儿罕、失保嗔（锡包沁）、叭儿廒（巴儿忽）、荒花旦、奴母嗔、塔不乃麻 | 阿速（阿苏特）、哈喇嗔（喀喇沁）、舍奴郎、孛来、当剌儿罕、失保嗔（锡包沁）、叭儿廒（巴儿忽）、荒花旦、奴母嗔、塔不乃麻                     |               |

### 四卫拉特
| 都尔本·卫拉特                      |
| ---------------------------------- |
| 绰罗斯、杜尔伯特、土尔扈特、和硕特 |

卫拉特一向称「都尔本·卫拉特」，即由四个部分组成，但不同史料记载的组成不同。《蒙古源流》中作厄鲁特、巴噶图特、辉特、奇喇古特；罗卜藏丹津《黄金史》作卫拉特、额鲁特、巴噶图特、辉特；噶班沙拉布《四卫拉特史》则分为四组：①额鲁特、②辉特、巴噶图特、③巴尔虎、布里亚特、④杜尔伯特、准噶尔、和硕特、土尔扈特。

## 明蒙贸易
在蒙古与明代中国的关系中，除了军事征战外，还有经济交往。双边经济贸易始于明朝永乐年间。政治上投降明朝的蒙古部落可以向明朝进贡并进行贸易。随着东、西部蒙古政权的兴衰及其与明朝关系之亲疏，他们交替与明朝进行贸易往來。最有名的是俺答封贡。1546年至1547年，漠南蒙古右翼土默特部首领俺答汗向明朝求贡遭到拒绝后，发动了一支军队攻打明朝，史称庚戌之变。1550年，俺答汗率领鞑靼右翼军队进军古北口。兵临北京城下。明朝权臣严嵩不让将领出战。鞑靼军队对北京郊区进行了几天的掠夺后，军队撤退了。北京解围后，明朝承诺开放市场，严禁马匹价值仅以缎马支付，并严禁交易铁锅、大米等物品。1570年，明朝官员张居正、高拱，以及地方官员王崇古、方逢時成功利用汉纳吉与俺答汗之间的存在家事争执而降明的机会，达成了封贡及互市。俺答汗以后，明蒙贸易正常进行，直至明朝灭亡。

## 其它蒙古帝国残余政权
除位于蒙古高原的蒙古势力外，蒙古四大汗国残余势力此时仍存在于原蒙古帝国的西部，主要是欽察汗國和察合台汗國的残余势力，互不隶属，且最后势力一直持续到清朝征服蒙古高原以后。

### 欽察汗國残余势力
欽察汗國（又稱金帳汗國）建立後，又分出白帳汗國（拔都的哥哥所建）、青帳汗國（拔都的弟弟所建）等。因為蒙古人居於少數，欽察汗國到14世紀前期已經突厥化，萬戶即形同獨立王國，彼此內戰。14世紀末，花剌子模、克里木、保加爾逐漸從金帳汗國中分裂出去。15世紀時，欽察汗國先後分出了西伯利亞汗國、喀山汗國、克里木汗國、阿斯特拉罕汗國等獨立王國（王室都是蒙古貴族），欽察汗國的殘餘政權大帳汗國只剩下不多的領土。這時，曾經被蒙古人統治了二百餘年的的莫斯科公國強大起來。1480年，莫斯科公國擺脫欽察汗國控制。1502年，大帳汗國被克里米亞汗國攻滅。 不过，出自欽察汗国一系的希瓦汗国、布哈拉汗国和浩罕汗国等汗国继续由黄金家族后裔统治，被称为蒙古帝国的最后残余。除位于欧洲东部的克里米亚汗国于1783年灭亡而被称为“蒙古帝国在欧洲的最后残余”外，其它位于中亚的汗国在19世纪下半叶逐步伦为俄罗斯帝国的附庸，但希瓦汗国（及布哈拉酋长国）直到1920年才被苏俄红军灭亡。

### 察合台汗國残余势力
元朝後期，皇室內訌，無暇西顧，天山南北各地實際控制權都落入軍事實力強盛的成吉思汗二子察合台及後裔們建立的察合台汗國統治下，察合台汗國對天山南北各地的政治統治使該地政治、經濟、文化強制性地走向一體化。至正七年（1347年），察合台汗國分為東、西兩部分，西部廣大中亞綠洲城鎮地區後來演化為帖木儿建立的帖木兒帝國；東部的天山南北諸地則以察合台汗後裔禿忽魯帖木兒為首建立了東察合台汗國（1554年～约1700年這段歷史也稱做葉爾羌汗國）。東察合台汗國時期，蒙古統治者與中原王朝如明朝、清朝都有密切交往，商貿關係非常頻繁。據各種文獻記載，這些察合台後人自稱臣屬，朝貢不斷。這種局面為後來清朝統一天山南北創造了一定條件。除此之外，這一時期由於察合台後代及王公貴族的大力倡導推廣，伊斯蘭教在天山北部地區得到廣泛傳播，蒙古貴族集團的伊斯蘭化極大地促進了伊斯蘭教在西域諸地各民族的傳播。至16世紀初，包括哈密在內的新疆各地都因各种原因放棄佛教，皈依伊斯蘭教。隨著民族遷徙融合程度的不斷加深，經過分化和重新組合，哈薩克、烏孜別克、柯爾克孜、回、維吾爾等民族經過這場洗禮後開始走向近代民族。1680年，葉爾羌汗國為南下的信仰藏传佛教的西蒙古準噶爾部首領噶爾丹領兵所败而成为其附庸国，至1700年左右完全灭亡，天山南北皆在準噶爾部貴族統治之下，而准噶尔汗国则于18世纪中期为清朝所灭亡。

## 关联条目
- 蒙古帝国
- 四衛拉特
- 察哈尔八部
- 漠南蒙古
- 漠北蒙古
- 清代蒙古